# Alexander B. Montgomery

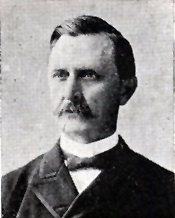
Alexander B. Montgomery

Alexander Brooks Montgomery (* 11. Dezember 1837 im Hardin County, Kentucky; † 27. Dezember 1910 in Elizabethtown, Kentucky) war ein US-amerikanischer Politiker. Zwischen 1887 und 1895 vertrat er den Bundesstaat Kentucky im US-Repräsentantenhaus.

## Werdegang
Alexander Montgomery besuchte sowohl öffentliche als auch private Schulen und danach bis 1859 das Georgetown College. In den folgenden Jahren betätigte er sich im Hardin County in der Landwirtschaft. Nach einem Jurastudium an der Louisville Law School und seiner 1870 erfolgten Zulassung als Rechtsanwalt begann er in Elizabethtown in diesem Beruf zu praktizieren. Zwischen 1870 und 1874 war Montgomery Bezirksrichter im Hardin County. Politisch schloss er sich der Demokratischen Partei an. In den Jahren 1877 bis 1881 gehörte er dem Senat von Kentucky an. Bei den Kongresswahlen des Jahres 1886 wurde er im vierten Wahlbezirk von Kentucky in das US-Repräsentantenhaus in Washington, D.C. gewählt, wo er am 4. März 1887 die Nachfolge von Thomas A. Robertson antrat. Nach drei Wiederwahlen konnte er bis zum 3. März 1895 vier zusammenhängende Legislaturperioden im Kongress absolvieren. Ab 1891 war er Vorsitzender des Ausschusses zur Kontrolle der Ausgaben des Kriegsministeriums.
Bei den Wahlen des Jahres 1894 unterlag er dem Republikaner John W. Lewis. Zwischen 1895 und 1898 war Montgomery Mitglied der Dawes Indian Commission; danach arbeitete er wieder als Anwalt. Er starb am 27. Dezember 1910 in Elizabethtown.